# Scopula cinnamomata
Scopula cinnamomata är en fjärilsart som beskrevs av Fletcher 1955. Scopula cinnamomata ingår i släktet Scopula och familjen mätare. Inga underarter finns listade.